# Балдиос
„Балдиос“ (на японски: 宇宙戦士 バルディオス) е японска аниме поредица от 1980 г. През 1981 г. е последван от пълнометражен филм, който завършва историята.

## „Балдиос“ в България
В България сериалът започва излъчване на 30 юни 2007 по Канал 1 г. На 27 юни 2009 г. започват повторения по обновения БНТ 1, всяка събота от 07:55 и неделя от 07:10 по два епизода, и всеки делничен ден от 06:45 по един епизод, като последният епизод е излъчен на 11 август. Дублажът е на Арс Диджитал Студио. Ролите се озвучават от артистите Венета Зюмбюлева, Васил Бинев, Борис Чернев и Силви Стоицов. Песента в началото и края се изпълнява от Орлин Павлов.